# Чагра буроголова
Чагра буроголова (Tchagra australis) — вид горобцеподібних птахів родини гладіаторових (Malaconotidae). Мешкає в Африці на південь від Сахари.

## Підвиди
Виділяють дев'ять підвидів:
- T. a. ussheri (Sharpe, 1882) — поширений від Сьєрра-Леоне до південної Нігерії;
- T. a. emini (Reichenow, 1893) — поширений від південно-східної Нігерії до центральної Кенії і північно-західної Танзанії;
- T. a. minor (Reichenow, 1887) — поширений від південно-східної Кенії до центрального Мозамбіку;
- T. a. ansorgei (Neumann, 1909) — поширений на заході Анголи;
- T. a. bocagei da Rosa Pinto, 1968 — поширений на південному сході Анголи;
- T. a. souzae (Barboza du Bocage, 1892)	 — поширений в центральній Анголі, на півдні ДР Конго та на півночі Замбії;
- T. a. rhodesiensis (Roberts, 1932) — поширений на південному сході Анголи, на південному заході Замбії, на північному сході Намібії та на північному заході Ботсвани;
- T. a. australis (Smith, A, 1836) — поширений на південному сході Зімбабве, на північному сході ПАР, на півдні Мозамбіку та у Есватіні;
- T. a. damarensis (Reichenow, 1915) — поширений від південно-західної Анголи і Намібії до південного західу Зімбабве та до півночі ПАР.

## Поширення і екологія
Буроголові чагри живуть в саванах, в сухих чагарникових заростях і лісових масивах, трапляються в садах і полях.